# Новоолександрівська сільська територіальна громада (Дніпропетровська область)
Новоолександрівська сільська громада — об'єднана територіальна громада в Україні, у Дніпровському районі Дніпропетровської області. Адміністративний центр — село Новоолександрівка.
Площа громади — 226,1 км², населення — 11 013 мешканців (2018).
Утворена 14 серпня 2015 року шляхом об'єднання Волоської та Новоолександрівської сільських рад Дніпропетровського району.

## Населені пункти
До складу громади входять 12 населених пунктів: 11 сіл і 1 селище.
| Населений пункт   | Населення (2015) |
| ----------------- | ---------------- |
| Новоолександрівка | 4965             |
| Дослідне          | 2202             |
| Старі Кодаки      | 1785             |
| Волоське          | 1415             |
| Братське          | 312              |
| Дороге            | 278              |
| Ракшівка          | 156              |
| Дніпрове          | 155              |
| Кам'янка          | 87               |
| Майорка           | 46               |
| Червоний Садок    | 8                |
| Чувилине          | 1                |